# Parque nacional del Manovo-Gounda St. Floris
El Parque Nacional del Manovo-Gounda St. Floris es uno de los parques nacionales africanos considerados Patrimonio de la Humanidad por la Unesco desde 1988; e incluido en la Lista del Patrimonio de la Humanidad en peligro en 1997.
El sitio está amenazado debido a la escasez de vida silvestre que muere y las especies de animales están siendo aniquiladas. El rinoceronte negro occidental que era autóctono de la República Centroafricana se extinguió en 2011. El sitio se agregó a la Lista del Patrimonio Mundial en Peligro después de los informes de pastoreo ilegal y caza furtiva por cazadores fuertemente armados, que pueden haber capturado hasta 80 % de la vida silvestre del parque. El tiroteo de cuatro miembros del personal del parque a principios de 1997 y un estado general de deterioro de la seguridad paralizaron todos los proyectos de desarrollo y el turismo.
Situado en la prefectura de Bamingui-Bangoran, de la República Centroafricana (RCA), abarca una superficie de 1.740.000 ha, en él se encuentran especies en peligro de extinción como el rinoceronte negro, el guepardo, elefantes, leopardos, búfalos, etc.

## Ubicación
El parque ocupa la mayor parte del extremo oriental de la provincia de Bamingui-Bangoran en el norte del país. El límite norte del parque es la frontera internacional con Chad en los ríos Aouk (Bahr) y Kameur. El límite oriental es el río Vakaga, el límite occidental es el río Manovo a unos 40 km al este de N'Délé, y el límite sur es la cresta del Massif des Bongo. La carretera Ndéle-Birao atraviesa el parque.

## Flora
El parque nacional del Manovo-Gounda St. Floris es el mayor parque de sabana de África occidental y central. Abarca una amplia gama de tipos de hábitats que van desde la sabana herbácea sudano-saheliana de las llanuras aluviales del norte, pasando por la sabana arbustiva, la sabana arbolada y la sabana arbolada sudanesa, hasta la sabana arbolada sudano-guineana de la meseta del sureste, pasando por las tierras onduladas del sur bordeadas por bosques de galería. Las sabanas arboladas cubren el 70% de la superficie.
Desde los pantanos ribereños, la vegetación pasa de las comunidades de gramíneas perennes de los pastizales arenosos, juncias y hierbas anuales que cubren las zonas más inundadas, a los valles fluviales llanos inundados estacionalmente, donde los árboles y arbustos se limitan a parches de terreno más alto y tienen que ser resistentes tanto a las inundaciones como a los incendios. Las especies de pastizales predominantes incluyen plantas perennes como Vossia cuspidata, Echinochloa stagnina, Jardinea congoensis, Setaria anceps, Hyparrhenia rufa y Eragrostis sp., cuya distribución depende de la duración y profundidad de las inundaciones estacionales. En esta sabana arbórea de drenaje impedido crecen Pseudocedrela kotschyi y Terminalia macroptera con Combretum glutinosum en suelos de profundidad variable sobre ironstone. En suelos menos húmedos, la sabana arbolada abierta mixta con una capa de arbustos dispersos lleva las mismas especies más Terminalia laxiflora, Combretum glutinosum y Anogeissus leiocarpus alrededor de arroyos estacionales y puntos bajos aislados. Todas las sabanas herbáceas son muy frecuentadas por la fauna, sobre todo por los ungulados. Están intercaladas con tipos de sabana menos comunes que forman un mosaico relacionado con el suelo y la topografía. Entre ellos se encuentran los matorrales de Combretum o los prados de ironstone, rodeados de vegetación achaparrada, donde la bandeja de laterita está cerca de la superficie, los inselbergs aislados y desnudos y los termiteros que pueden albergar un crecimiento bastante denso.
Amplias extensiones de las llanuras de transición están cubiertas por sabanas arboladas de Terminalia laxiflora con Crossopteryx febrifuga y Butyrospermum parkii, muy utilizadas por los mamíferos más grandes, como el elefante, durante la estación seca. Al sur se encuentra el bosque de Isoberlinia doka - Monotes kerstingi, con poca capa de arbustos o hierba, menos utilizado por los animales. Un denso bosque seco de Anogeissus leiocarpus y Khaya senegalensis crece en los bordes de las llanuras, sobre todo a lo largo de los ríos Gounda y Koumbala, y en pequeñas islas dentro de las llanuras. Este bosque está amenazado: el Anogeissus leiocarpus no es resistente al fuego, lo que, unido a las escasas precipitaciones, contribuye a su declive. Los bosques de galería de los profundos valles de ribera alta son atractivos para monos y aves. En el sur, la gama de hábitats se amplía. Hay zonas rocosas quebradas utilizadas por los babuinos, sabanas arboladas en la meseta, sabanas abiertas de bambú y bosques claros con sotobosque denso alrededor de las fuentes de los ríos, utilizados por ungulados más tímidos.

## Fauna

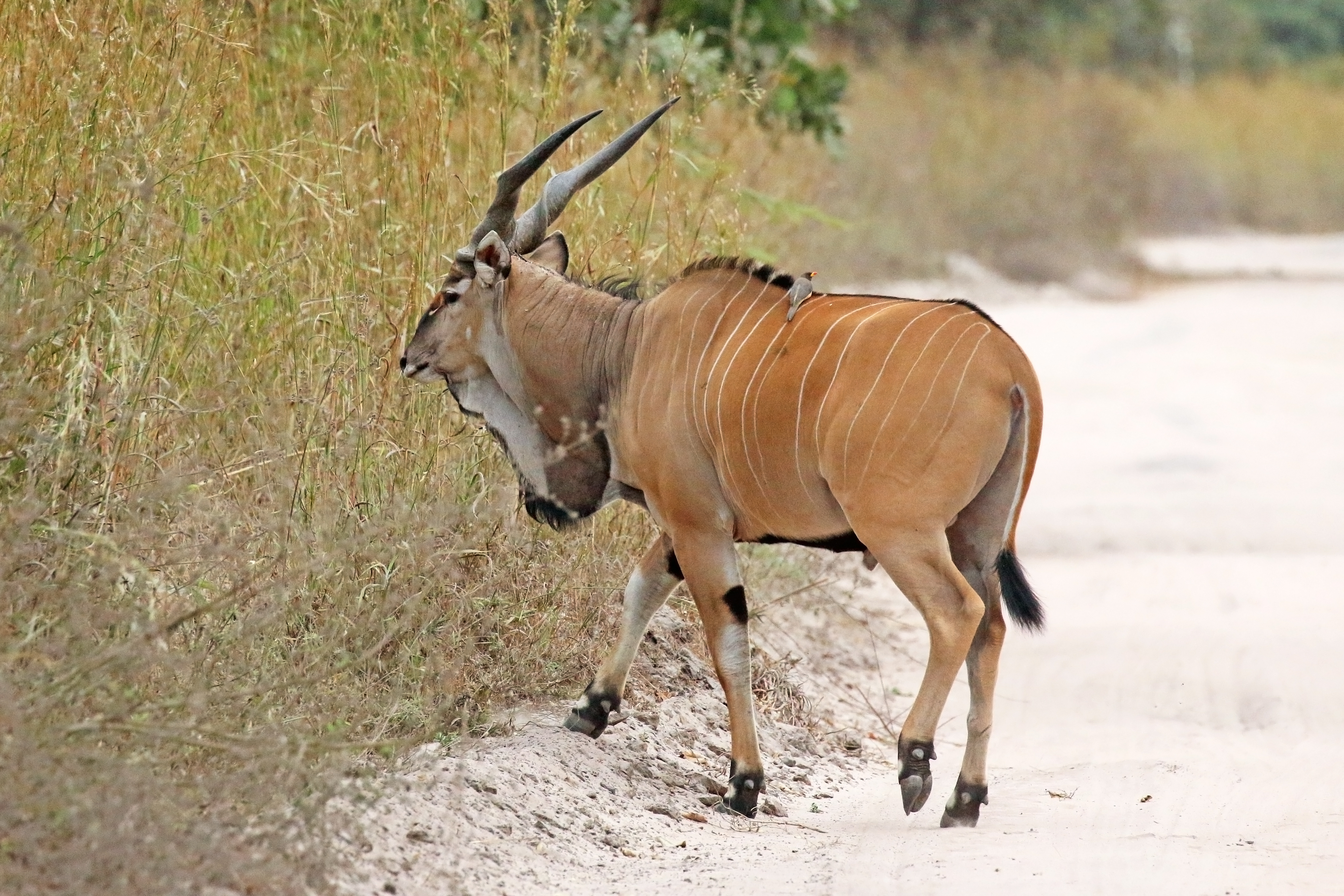
Ejemplar macho de Eland gigante (Taurotragus derbianus). Habitante conspícuo del Parque nacional del Manovo-Gounda St. Floris.

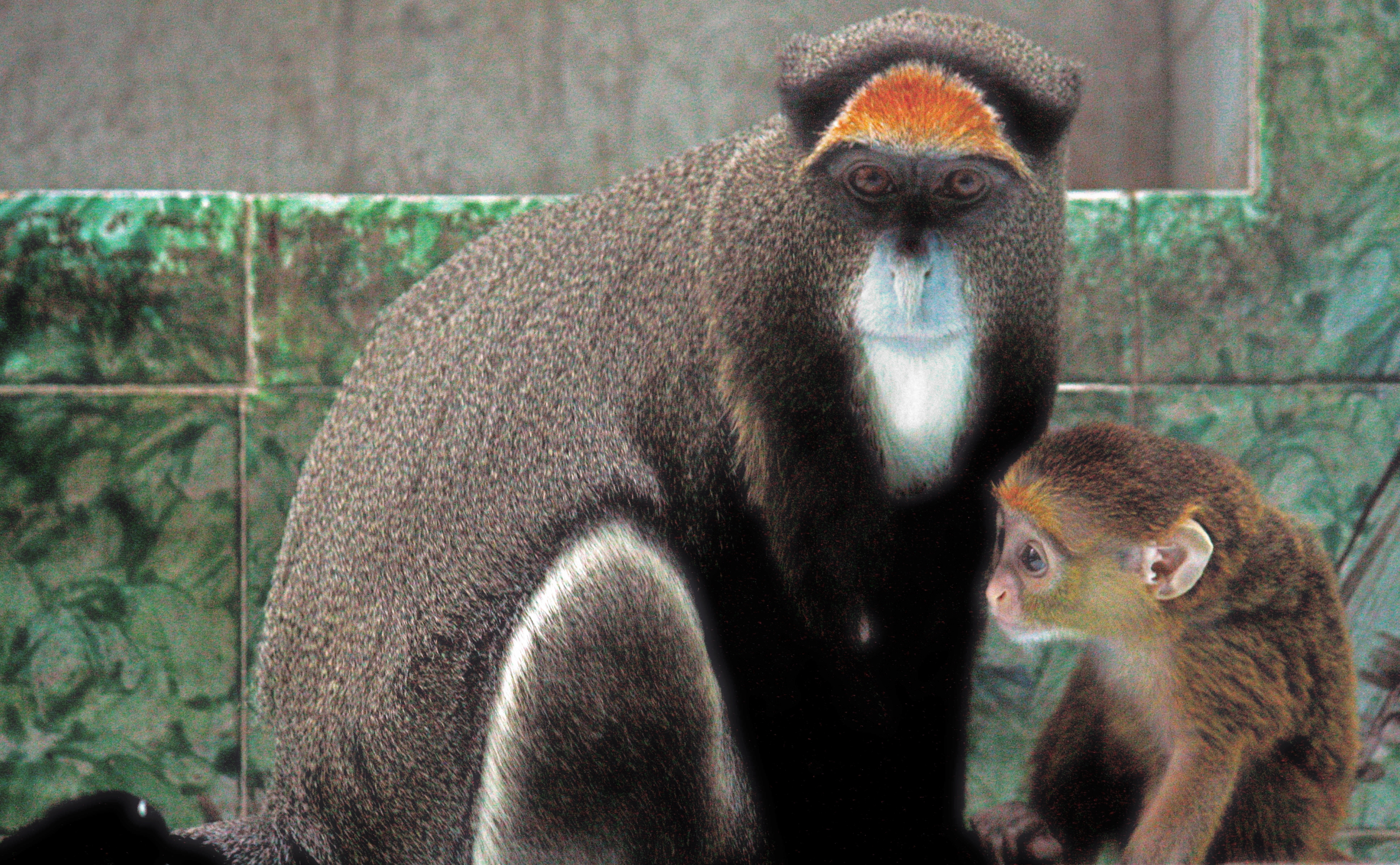
Ejemplar hembra con cría de cercopitecino de De Brazza (Cercopithecus neglectus). Primate que habita en el Parque nacional del Manovo-Gounda St. Floris.

Contiene una rica fauna de la sabana, en particular mamíferos ( rinocerontes negros y elefantes entre otros) y aves (principalmente aves acuáticas). Parte de las llanuras del norte del parque están sujetas a inundaciones.
Es una de las regiones más ricas del continente en cuanto a mamíferos se refiere. Son típicos de la fauna sudanesa. Hay especies que se han vuelto muy raras, como la pantera, el león, el perro salvaje, la jirafa, el eland de Derby, el guepardo, el damalisco, la gacela de frente roja o la redunca. También están presentes especies menos raras: el antílope acuático, el kobo (una variedad de antílope), el hipótrago (otra variedad de antílope), el bushbuck septentrional, el búfalo africano, hartebeest y duikers.
Las especies de primates también son numerosas. Se puede ver allí, en particular, el cercopitecino de De Brazza y el hocheur. El parque también tiene la mayor concentración de hipopótamos del mundo. En el estanque de Gata, ubicado en su sector noreste, un grupo de estos se estima en varios cientos de cabezas.
Finalmente, se cumplen todas las condiciones naturales para hacer de ciertas partes del parque grandes santuarios de aves. Los estanques suelen estar repletos de ellos. Hay muchas especies de Anatidae (patos), el ibis tontale, el pelícano común, el secretario. Y también garzas, morabitos, garcetas, jacanas y cálaos.

## Criterios de la UNESCO para el nombramiento como Patrimonio de la Humanidad
El parque nacional Manovo-Gounda Saint Floris cumple dos de los criterios para el reconocimiento como sitio del patrimonio natural de la UNESCO:
(ix): El Parque Nacional Manovo-Gounda Saint Floris tiene formaciones naturales extraordinarias. El parque se extiende sobre las zonas biogeográficas sudanosaheliana y sudanoguineana. Esto da como resultado una variedad de hábitats, que van desde llanuras herbáceas en el norte hasta sabanas con bosques de galería en el sur. El área abarca toda la cuenca de tres ríos principales (Manovo, Koumbala y Gounda ) con llanuras de inundación cubiertas de hierba y humedales. Las llanuras se intercalan con pequeñas montañas de islas de granito y en el sur con el escarpado macizo de arenisca de los Bongos.
Este espacioso parque, con un corredor funcional al Parque Nacional Bamingui-Bangoran y rodeado de cotos de caza, protege la sabana más grande de África Central. Representa un ejemplo único de este ecosistema y alberga poblaciones viables de varias especies típicas de esta parte de África y otras partes de África oriental y occidental.
(x): La vida silvestre en el parque refleja la transición entre África oriental y occidental, la zona del Sahel y las selvas tropicales. Incluye la fauna con mayor biodiversidad del país con alrededor de 57 especies de mamíferos que han sido bien protegidas en el pasado. En este sentido, se asemeja a las exuberantes sabanas del este de África.
Con miras a la conservación, en el parque viven varias especies importantes de mamíferos grandes , como rinocerontes negros , elefantes , hipopótamos, gacelas de frente roja (aquí en el límite sur de su área de distribución), leones , leopardos , guepardos y perros salvajes . Hay grandes acumulaciones de herbívoros como Buffalo, Senegal, antílope , antílopes acuáticos y hartebeest sudafricana. En el parque se han contabilizado unas 320 especies de aves, de las cuales al menos 25 son rapaces. La mayoría de las llanuras aluviales en el norte del parque son aptas para aves acuáticas, y el pico de zapato también se ha visto en el parque.

## Estado y amenazas

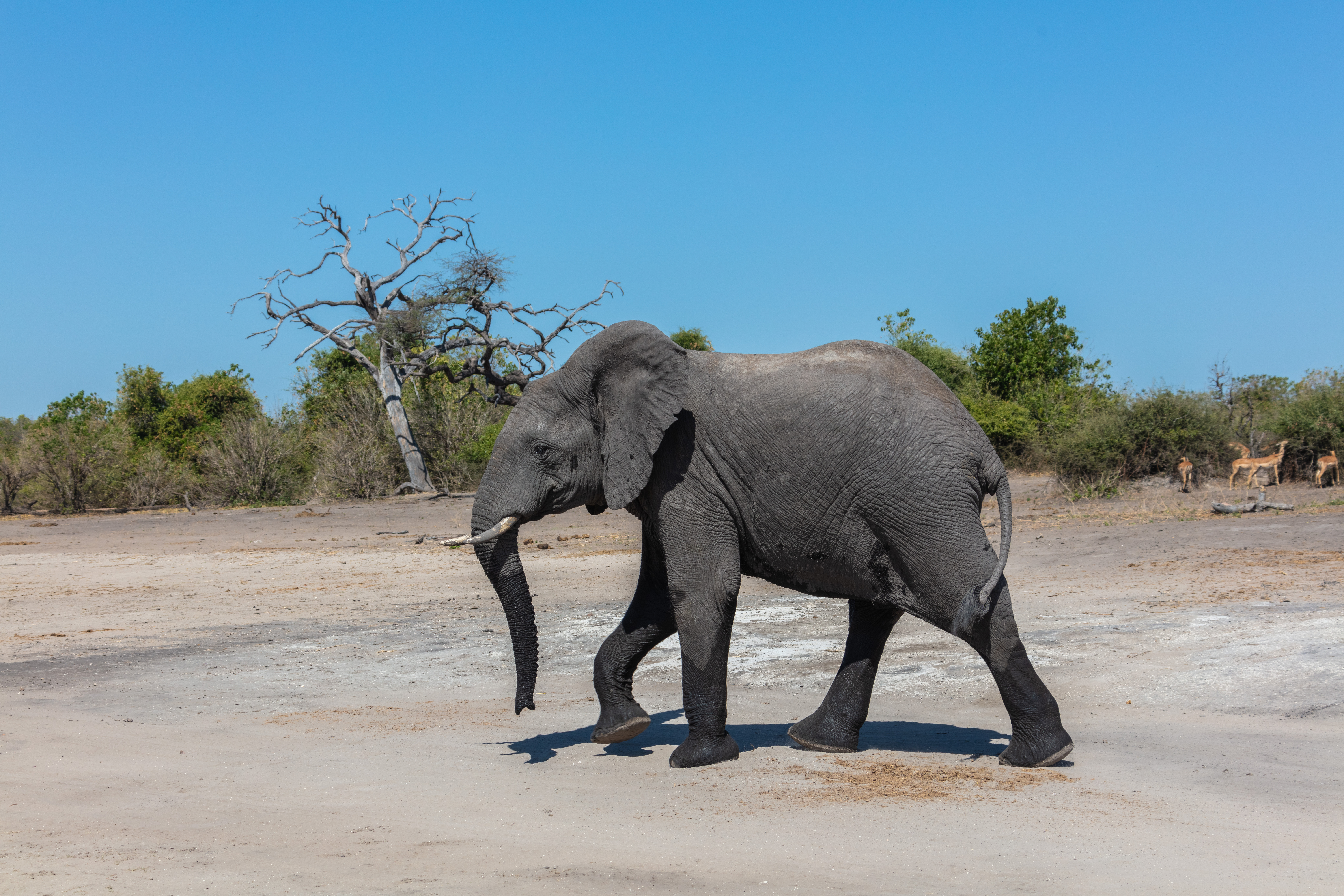
Ejemplar de elefante africano de sabana (Loxodonta africana), presa habitual de la caza furtiva por sus colmillos de marfil.

El parque fue declarado Patrimonio de la Humanidad por la UNESCO en 1988 debido a su Valor Universal Excepcional (VUE), y contó con el apoyo financiero de la Unión Europea durante una década. Su diverso ecosistema alberga una rica fauna y flora, incluidas muchas especies en peligro de extinción como elefantes, leones, hipopótamos y algunas de las últimas jirafas que quedan en África Central.
Sin embargo, incluso en el momento del reconocimiento de la UNESCO, el Parque Nacional de Manovo-Gounda St. Floris estaba amenazado por la caza furtiva y por la trashumancia ilegal. Como estas amenazas crecieron con el tiempo, afectando a su VUE, el parque fue incluido en la Lista del Patrimonio Mundial en Peligro en 1997 debido a los efectos combinados de la caza furtiva, las intrusiones ganaderas, la minería artesanal, los problemas de seguridad y otras amenazas. 
En 2009, una Misión Reactiva Conjunta de Seguimiento de la Organización de las Naciones Unidas para la Educación, la Ciencia y la Cultura (UNESCO) y la Unión Internacional para la Conservación de la Naturaleza (UICN), concluyó que el VUE del Parque Nacional Manovo-Gounda St. Floris se había degradado significativamente y sugirió recomendaciones y medidas correctivas. Lamentablemente, estas recomendaciones no pudieron aplicarse de forma efectiva debido a la inestabilidad política que comenzó en 2012. Desde entonces hasta 2018, el parque estuvo abandonado y no se gestionó eficazmente debido a la inseguridad derivada de la crisis política, lo que provocó un descenso significativo de las poblaciones de especies emblemáticas. En 2017 ya no se veían elefantes, leones, hipopótamos ni jirafas. En 2018, el gobierno de la RCA y la Wildlife Conservation Society (WCS), firmaron un acuerdo f por el que se encomendaba la gestión de varias áreas protegidas de la RCA a la WCS, entre ellas el Parque Nacional Manovo-Gounda St. Floris.
En 2019, el gobierno de la RCA firmó un acuerdo de paz con los grupos armados, lo que supuso una esperanza de paz y el retorno de la conservación efectiva en el parque. Otra misión conjunta de la UNESCO y la UICN en 2019 concluyó que los tres pilares del VUE estaban amenazados, y no se podía descartar que su VUE se hubiera perdido ya de forma irreversible.
Sin embargo, la misión consideró que, en esa fase, era imposible confirmar la pérdida irreversible del bien o pronunciarse sobre la posibilidad de su regeneración. Por lo tanto, la misión concedió un periodo de cinco años, de 2019 a 2024, para evaluar si se podía establecer un sistema de gestión eficaz y si esto ayudaría a asegurar y restaurar el VUE del sitio.
Con el mencionado acuerdo de gestión en vigor, se ha elaborado un plan operativo de gestión del parque para hacer frente a las principales amenazas que se ciernen sobre el sitio, como la trashumancia, la minería ilegal y la caza furtiva. Además, el gobierno ha reforzado su presencia de seguridad alrededor del sitio, reduciendo los niveles de amenazas a la seguridad. Para hacer frente a la caza furtiva y a todas las actividades ilegales en el sitio, se ha contratado, formado, equipado y desplegado a 44 guardabosques. Los guardas han contribuido significativamente a la lucha contra la caza furtiva y han apoyado los esfuerzos generales de conservación del sitio.

## Recursos minerales
Existen indicios de importantes recursos minerales en la región en la que se encuentra el Parque nacional de Manovo-Gounda St. Floris, pero las pruebas concretas de la existencia de recursos mineros en el propio parque son menos claras y requieren una exploración y evaluación detalladas.
Se sabe que la República Centroafricana (RCA) posee riquezas minerales, como uranio, oro, diamantes y otros minerales. Algunos de estos recursos se encuentran en los alrededores del parque nacional. Sin embargo, determinar hasta qué punto estos yacimientos se extienden dentro de los límites del parque y si son económicamente viables para su extracción es una cuestión que suele requerir estudios geológicos detallados y actividades de exploración.